# 강장산
강장산(姜長山, 1990년 2월 16일 ~ )은 전 KBO 리그 kt 위즈의 투수이다. 개명 전 이름은 강병완이다.

## 아마추어 시절
동국대학교에 1학년이던 2008년에는 20경기에 등판해 4승 2패, 63이닝, 64탈삼진, 24볼넷, 4사구, 평균자책점 2.14를 기록하며 동기인 노성호와 함께 기대를 모았으나, 3학년 때 토미 존 수술을 받고 후에 두 번의 수술을 더 받아 2013년이 돼서야 졸업했다. 드래프트에서 지명되지 못하고 NC 다이노스에 신고선수로 입단하였다.

## NC 다이노스시절

### 2014 시즌
퓨처스리그에서만 활동하며 18경기에 등판해 30이닝동안 3승 1패, 2홀드, 5점대 평균자책점을 기록했다.

### 2015 시즌
개막전인 3월 28일 두산전에서 구원 등판하며 데뷔 첫 경기를 치렀고, 경기에서 1이닝 2볼넷, 2실점을 기록하며 부진했다.

## kt 위즈시절
2017년 5월 31일 당시 kt 위즈 소속이었던 김종민과 1:1 트레이드로 입단하였다. 2020년 8월 13일에 방출되었다.

## 출신 학교
- 서울강남초등학교
- 선린중학교
- 선린인터넷고등학교
- 동국대학교

## 통산 기록
| 연도 | 팀명  | 평균자책점 | 경기 | 완투 | 완봉 | 승 | 패 | 세 | 홀 | 승률  | 타자 | 이닝 | 피안타 | 피홈런 | 볼넷 | 사구 | 탈삼진 | 실점 | 자책점 |
| ---- | ----- | ---------- | ---- | ---- | ---- | -- | -- | -- | -- | ----- | ---- | ---- | ------ | ------ | ---- | ---- | ------ | ---- | ------ |
| 2015 | NC    | 5.61       | 20   | 0    | 0    | 0  | 0  | 0  | 0  | -     | 121  | 25.2 | 27     | 3      | 15   | 3    | 9      | 17   | 16     |
| 2016 | NC    | 11.57      | 3    | 0    | 0    | 0  | 1  | 0  | 0  | 0.000 | 12   | 2.1  | 3      | 2      | 3    | 0    | 1      | 3    | 3      |
| 2017 | kt    | 5.47       | 17   | 0    | 0    | 0  | 0  | 0  | 0  | -     | 121  | 26.1 | 27     | 3      | 15   | 4    | 16     | 17   | 16     |
| 통산 | 3시즌 | 5.80       | 40   | 0    | 0    | 0  | 1  | 0  | 0  | 0.000 | 254  | 54.1 | 57     | 8      | 33   | 7    | 26     | 37   | 35     |